# Шавеш
Ша́веш (порт. Chaves; МФА: [ˈʃa.vɨʃ], Ша́виш, «Ключі») — муніципалітет і місто в Португалії, в окрузі Віла-Реал. Розташований у північній частині країни, на теренах історичної португальської провінції Трансмонтана. Належить до Віла-Реальської діоцезії Католицької церкви в Португалії. Права міського самоврядування має з 1258 року. Поділяється на 39 парафій. За адміністративним поділом, чинним до 1976 року, був складовою провінції Трансмонтана і Верхнє Дору. Площа муніципалітету — 591,23 км², населення муніципалітету — 41243 ос. (2011); густота населення — 69,76 осіб/км²
. Патрон — Діва Марія. Святковий день муніципалітету — 8 липня. Поштовий індекс — 5400.  Код місцевої адміністративної одиниці — 1703. Складова статистичного регіону Північ.

## Географія
Шавеш розташований на півночі Португалії, на півночі округу Віла-Реал, на португальсько-іспанському кордоні.
Шавеш межує на півночі з Іспанією, на сході — з муніципалітетом Віняйш, на південному сході — з муніципалітетом Валпасуш, на південному заході — з муніципалітетом Віла-Пока-де-Агіар, на заході — з муніципалітетами Ботікаш і Монталегре.

## Історія
Перші люди з'явилися на території Шавеша за часів палеоліту. В античності тут мешкали лузітанські племена та кантабри, з часом тут також оселилися кельти, створивши племена кельтіберів.
137 року до н.е., в часи боротьби римлян з лузітанськими племенами каллаїків та бракарерів, один із римських легіонів за наказом проконсула Децима Юнія Брута зайшов в цю місцевість і виявив термальні джерела. 79 року за правління імператора Веспасіана тут створили муніципію Акви Флавія. За наказом імператора Траяна в ній заснували військовий табір VII легіону Близнюків, спорудили лазні і побудували близько 100 року міст через річку через річку Тамега. Цей табір набув військового та економічного стратегічного значення, яке зросло після виявлення в окрузі покладів металів. З прийняттям в Римській імперії християнства в Аквах Флавіях постало єпископство.
Після падіння Риму місто перейшло під владу Королівства свевів. 460 року воно постраждало під час боротьби між королями Рехімундом і Фрумаром, а внаслідок військової кампанії свевського короля Ремісмунда в 464 році практично занепало, перетворившись на невеличке поселення. 585 року разом з іншими свевськими землями Акви Флавії були інкорпоровані до Вестготського королівства, до складу провінції Галеція. В цей час назва перетворилася на Шавеш.
714 року Шавеш завоювали мусульмани й зробили його частиною Ісламської Андалусії. З XI століття християни вели боротьбу за повернення міста. Остаточно його відвоював у маврів португальський граф Афонсу І.
1258 року португальський король Афонсу III надав Шавешу форал, яким визнав за поселенням статус містечка та муніципальні самоврядні права.
У XIV столітті король Дініш побудував замок, а так же два форту для захисту міста. Після перемоги у війні за незалежність від Іспанії, наприкінці 1660-х років була зведена ще одна фортеця.

## Населення
| Кількість мешканців | Кількість мешканців | Кількість мешканців | Кількість мешканців | Кількість мешканців | Кількість мешканців | Кількість мешканців | Кількість мешканців | Кількість мешканців | Кількість мешканців | Кількість мешканців | Кількість мешканців | Кількість мешканців | Кількість мешканців | Кількість мешканців |
| ------------------- | ------------------- | ------------------- | ------------------- | ------------------- | ------------------- | ------------------- | ------------------- | ------------------- | ------------------- | ------------------- | ------------------- | ------------------- | ------------------- | ------------------- |
| 1864                | 1878                | 1890                | 1900                | 1911                | 1920                | 1930                | 1940                | 1950                | 1960                | 1970                | 1981                | 1991                | 2001                | 2011                |
| 31 815              | 35 159              | 42 109              | 36 781              | 37 913              | 36 745              | 40 702              | 47 527              | 54 406              | 57 243              | 43 520              | 45 883              | 40 940              | 43 667              | 41 243              |

## Спорт
- «Шавеш (футбольний клуб)»

## Відомі мешканці
- Ідацій (б. 400 — б. 469), єпископ, письменник, хроніст

## Термальні джерела
Джерела Шавеша вважаються одними з найбільш гарячих в Європі (температура води в них досягає +73 °C). Місто завоювало репутацію «португальського Баден-Бадена». Люди з'їжджаються до Шавешу з усього континенту відпочити та поправити здоров'я. Особливо це місце уславилося своїми лікувальними програмами для людей, які страждають хворобами шлунка, кишечника, печінки і нирок.